# (293985) Franquin
(293985) Franquin ist ein im mittleren Hauptgürtel gelegener Asteroid. Er wurde am 13. Oktober 2007 vom französischen Astronomen Bernard Christophe am Observatorium Saint-Sulpice (IAU-Code 947) in Saint-Sulpice, Kanton Noailles entdeckt. Sichtungen des Asteroiden hatte es vorher schon am 14. und 16. Oktober 1999 unter der vorläufigen Bezeichnung 1999 TJ86 an der auf dem Kitt Peak gelegenen Außenstation des Steward Observatory im Rahmen des Spacewatch-Projektes gegeben.
Der Asteroid wurde am 12. März 2017 nach dem belgischen Comic-Zeichner André Franquin (1924–1997) benannt. In der Widmung werden zum Beispiel seine Schöpfungen Gaston und Marsupilami erwähnt. Nach dem Marsupilami war schon 2005 der Asteroid (98494) Marsupilami benannt worden.